# Anderson River
Der Anderson River ist ein 692 km langer Fluss in den Nordwest-Territorien in Kanada. 

## Verlauf
Er entspringt nördlich aus dem Colville Lake, der sich etwa 100 km nordwestlich des Großen Bärensees befindet. Sein Einflussgebiet umfasst eine Gruppe von Seen im Gebiet um den Lac des Bois, ca. 50 km nordwestlich des Großen Bärensees. Er fließt im Gebiet zwischen dem Coppermine River und dem Mackenzie zunächst nach Nordwesten. Südlich des Tadenet Lake verändert er seinen Verlauf in Richtung Westen. Kurz bevor sein wichtigster Zufluss, der Carnwath River einmündet, ändert er seine Fließrichtung wieder nach Norden, die er bis zum Ende beibehält. Schließlich mündet er in das östliche Ende der Liverpool Bay, einem Teil der Beaufortsee.
An seiner Mündung liegt das Vogelschutzgebiet Anderson River Delta Bird Sanctuary. Der Fluss hat eine abwechslungsreiche Landschaft. Im oberen und mittleren Abschnitt befinden sich viele Canyons und tiefe Täler. Beeindruckend ist besonders der 6 km lange Falcon Canyon mit bis zu 40 Meter hohen Felsen. Der Anderson River bietet Kanusportlern und Raftern, vor allem in der Nähe des Falcon Canyon, Stromschnellen bis zur Klasse III. Benannt wurde der Fluss nach seinem Entdecker James Anderson, der bei der Hudson’s Bay Company beschäftigt war.
An den Ufern des Flusses wachsen meist Schwarz- oder Weiß-Fichten. Der letzte Flussabschnitt liegt in der baumlosen Tundra Kanadas. Ebenso ist der Fluss die Heimat vieler Tiere. Neben Moschusochsen und Elchen leben hier Grizzlybären. Im Juli ziehen oft größere Herden von Grönland-Rentieren über das Tal nach Süden. 